# Ronan Pallier
Ronan Pallier, né le 23 octobre 1970 à Sainte-Marie (La Réunion), est un athlète paralympique français. Il possède deux médailles de bronze paralympique sur le 4 x 100 m T11-T13 (2008) et sur le saut en longueur T11 (2020) pour les déficients visuels.  

## Jeunesse
Pupille de la Nation, il est adopté par une famille bretonne et effectué son service militaire dans la Marine nationale à Toulon. Il entame une carrière d'athlète à Nantes chez les valides en national et élite jusqu'à l'âge de 30 ans.   

## Handicap
Atteint de rétinite pigmentaire, il perd la vue à l'âge de 32 ans après avoir concouru chez les valides.  
Il change de catégorie passant de la T13 vers la T11 et saute avec un accompagnateur sonore.  

## Compétiteur
Lors des jeux de Tokyo 2020, il sera le doyen de la compétition ce qui lui donne le titre populaire de Papy Jumper,.  
Il annonce sa retraite de compétiteur sportif pour les Jeux Paralympiques en 2024.  

## Palmarès

### Jeux paralympiques
- 2021 : Tokyo 2020,  Japon
  -  médaille de bronze en saut en longueur catégorie T11
- 2008 : Pékin 2008,  Chine
  -  médaille de bronze au 4 x 100 m catégories T11-13

### Championnats d'Europe
- Bydgoszcz 2021,  Pologne
  -  médaille d'or du saut en longueur T11
- Berlin 2018,  Allemagne
  -  médaille d'argent du saut en longueur T11